# الغارية الشرقية
الغارية الشرقية تتربع بلدة الغارية الشرقية في الجزء الجنوبي الشرقي من سهل حوران يحدها من الشمال عدة بلدات أهمها مدينة الحراك ومن الغرب الغارية الغربية والشمال الغربي خربة غزالة ومن الشرق الكرك الشرقي والمسيفرة يبلغ عدد السكان قرابة 25 ألف نسمة لاتوجد أحصائيات قريبة قامت بها الدولة في ظل الأوضاع التي مرت بها البلاد  تجمعات سورية السكانية
ترتفع عن مستوى سطح البحر قرابة 600 متر شيدت هذة البلدة في منتصف القرن التاسع عشر على أوابد بلدة رومانية قديمة مازالت بعض أبنيتها شاهدة إلى اليوم بنية قبل 637 م أي قبل الفتح الأسلامي على يد الخلفاء الراشدين للمنطقة كما أنها تبتعد عن مركز مدينة درعا 20 km وعن مركز مدينة دمشق 97 km
القرية كانت مأهولة بالسكان قبل منتصف القرن التاسع عشر ولكن كانت تمر عليها مراحل تسكن وتهجر حسب طبيعة السكان ربما كانو عرب رحل يستقرون لفترة ويرحلون كونها على أوابد وبيوت رومانية قديمة (خرابات) وعلى تلة مرتفعة كاشفتا حولها لمساحات شاسعة وتحتها من الجنوب وادي كانت تجري المياه فيه كل عام لنعدام السدود الحديثه على طول مجراه في تلك الأزمنه الغابرة فكان المكان مناسبة جدا للعيش وأما بالنسبة للأمراض كالطاعون والغزوات الدور الكبير في تغير نمط  في تلك الفترة من الزمن  فقد وجدت مقبرة أسلامية اثناء  حفريات إعادة البناء للمسجد العمري في البلدة وهذا يدل على أن هناك سكان مسلمون قد قطنو هذة البلدة من قبل
أما بالنسبة لتسمية يقال أنها سميت نسبة لوجود اشجار الغار في الوادي الذ يمر منها  وهو وادي الذهب الذي ينحدر من جبل العرب غربا بتجاه سهل حوران لينتهي فيه المطاف في بحيرة المزيريب ويعتبر جريان الوادي حاليا غير منتظم حيث جرى بعام ٢٠٠٥
وادى الى الى غرق بعض البيوت المجاورة وتدمير الجسور المتهالكة اصلا فأعادة الدولها ترميمها واضافة اقنية جديدة وبعدها لم يجري إلا مرتين آخرها كان عام 2020 ويعود سبب عدم الأنتظام بالجريان شح الأمطار والسبب الأكبر هوا بناء العديد من السدود على طول مجراة قبل الوصول للبلدة 
يعمل معظم أبناء هذة البلدة في دول الأغتراب  و الذي كان  لهو الدور الكبير في تحسن الاوضاع المادية والانعكاس الواضح على اسلوب الحياة  الناس الذي واكبه
تطور في البنيان على النمط العصري الحديث . تعتبر هذة البلدة نموذج جميل جدا بتأخي والتعاون في سبيل رفع مستوى الخدمات وتحسين الوضع الخدمي في  البلدة في ظل غياب مؤسسات الدولة لضعف الأمكانيات والفساد الذي نهش البلد في فترة الحرب فقد حمل أبناء هذة البلدة على عاتقهم أصلاح البنية التحتية
التي دمرتها آلت الحرب طيلة الثلاثة عشر سنة الماضية من مدارس وأبارا مياه التي تعمل على الطاقة النظيفة وانارة الطرقات  وترميم الأبنية الحكومية المتضررة
فقدت البلدة العديد من شبانها واطفالها ونسائها وشيبانها على مدار العشر سنوات السابقة بظروف استشهاد مختلفة
وتوجة العديد من شبانها للهجرة في المانيا وكندا وغيرها ومنهم من يقيم في مخيم الزعتري وفي لبنان وبدأت العودة التدريجية لهم بعد عام ٢٠١٨ حيث بداء الأمن يعود تدريجيا للبلدة وبداءت الناس بأعادة بناء منازلها المتضررة وعودة المغتربين مما جعل الحياة تعود تدريجيا
بالنسبة لزراعة حالها كحال باقي القرى تعتمد على الزراعات البعلية للحبوب وأشجار الزيتون في طليعة الأشجار المثمرة و أنواع أخرى من أشجار الفاكهة
يغلب على سكان بلدة الغارية الشرقية الطابع العشائري إذ يعود كل بيت لفرع من عشيرة ممتدة في إقليم حوران الممتد من حدود الكسوة الى جبال عجلون في الجنوب 
نسبة المتعلمين وحملة الشهادات الجامعية في البلدة قليلة جدا مقارنة مع بعض القرى حولها ولكن في الأونة الاخيرة لوحظ الأقبال المتزايد على  متابعة الدراسة عند عدد كبير من أبنائها فالتحقو بالجامعات الحكومية والخاصة والاغلب في الخاصة لأنخفاظ معدلات القبول والقدرة المالية لدى بعض الأهالي وأغلاق دول الخليج فيز العمل إليها وهوا السبب الاكثر تأثير 
يوجد في القرية العديد من المدارس بكل المراحل وكانت أول شعبة في المرحلة الثانوية في البلدة في عام 2008 متأخرين بسنوات عند بلدات مجاورة اقل منها عدد سكان فكان من يصل للمرحلة الثانوية قبل هذا العام يضطر الى الأنتقال لمركز المحافظة لتوفر المواصلات
كما شرع الأهالي بترميم المدارس واستكمال بناء بعضها وأضافة شعب صفية وأدوار أضافية للأبنية الحالية على نفقتهم الخاصة
بأشراف المجلس البلدي المعاد بنائه مؤخرا أيضا على نفقة الأهالي
مازالت الغارية الشرقية نموذج محافظاً في عاداته وتقاليدة
العربية الأصيلة